# Llista de topònims de Borrassà
Llista de topònims (noms propis de lloc) del municipi de Borrassà, a l'Alt Empordà
Informació actualitzada per un bot. Els canvis manuals es perdran quan s'actualitzi!

## casa
| imatge | Nom                                  | Ubicat a | instància de | Detalls                                  | coordenades                                                                                   | Protecció                                  | Commons (més fotos)             | Dades a WD                    |
| ------ | ------------------------------------ | -------- | ------------ | ---------------------------------------- | --------------------------------------------------------------------------------------------- | ------------------------------------------ | ------------------------------- | ----------------------------- |
|        | Can Bartrolí                         | Borrassà | casa         |                                          | 42° 13′ 19″ N, 2° 55′ 32″ E / 42.221834°N,2.925574°E ca:Carrer de Baix, 12                    | bé integrant del patrimoni cultural català | Can Bartrolí                    | Modifica les dades a Wikidata |
|        | Can Batlle                           | Borrassà | casa         | Estil: noucentisme                       | 42° 13′ 15″ N, 2° 55′ 33″ E / 42.220749°N,2.925927°E ca:Carrer Dalmau de Creixell, 13 73 msnm | bé integrant del patrimoni cultural català | Can Batlle (Borrassà)           | Modifica les dades a Wikidata |
|        | Can Gustí                            | Borrassà | casa         |                                          | 42° 12′ 40″ N, 2° 55′ 57″ E / 42.211138°N,2.932368°E                                          | bé integrant del patrimoni cultural català | Can Gustí                       | Modifica les dades a Wikidata |
|        | Can Llombart                         | Borrassà | casa         | Estil: arquitectura popular              | 42° 12′ 41″ N, 2° 56′ 05″ E / 42.211338°N,2.934609°E                                          | bé integrant del patrimoni cultural català |                                 | Modifica les dades a Wikidata |
|        | Can Serra                            | Borrassà | casa         | Estil: arquitectura popular              | 42° 13′ 16″ N, 2° 55′ 33″ E / 42.221°N,2.92572°E 72 msnm                                      | bé integrant del patrimoni cultural català | Can Serra (Borrassà)            | Modifica les dades a Wikidata |
|        | Can Sors                             | Borrassà | casa         |                                          | 42° 13′ 18″ N, 2° 55′ 25″ E / 42.22154°N,2.923684°E                                           | bé integrant del patrimoni cultural català |                                 | Modifica les dades a Wikidata |
|        | Can Suro                             | Borrassà | casa         | Estil: arquitectura eclèctica            | 42° 13′ 23″ N, 2° 55′ 37″ E / 42.223023°N,2.926918°E                                          | bé integrant del patrimoni cultural català |                                 | Modifica les dades a Wikidata |
|        | Can Vila                             | Borrassà | casa         | Estil: arquitectura gòtica               | 42° 13′ 20″ N, 2° 55′ 32″ E / 42.222221°N,2.925598°E                                          | bé integrant del patrimoni cultural català |                                 | Modifica les dades a Wikidata |
|        | Casa Coll                            | Borrassà | casa         | Estil: arquitectura popular              | 42° 13′ 20″ N, 2° 55′ 34″ E / 42.222113°N,2.92618°E                                           | bé integrant del patrimoni cultural català | Can Governador                  | Modifica les dades a Wikidata |
|        | ca l'Enric                           | Borrassà | casa         | Estil: arquitectura popular 19th century | 42° 13′ 25″ N, 2° 55′ 32″ E / 42.223581°N,2.925681°E ca:C. del Pou Comú, 20 70 msnm           | bé integrant del patrimoni cultural català | Ca l'Enric (Borrassà)           | Modifica les dades a Wikidata |
|        | casa al carrer Dalmau de Creixell, 4 | Borrassà | casa         | Estil: arquitectura popular              | 42° 13′ 18″ N, 2° 55′ 31″ E / 42.221748°N,2.92538°E                                           | bé integrant del patrimoni cultural català |                                 | Modifica les dades a Wikidata |
|        | casa al carrer de Baix, 1            | Borrassà | casa         | Estil: arquitectura popular              | 42° 13′ 19″ N, 2° 55′ 33″ E / 42.221944444444°N,2.9258333333333°E ca:Carrer de Baix 1         | bé integrant del patrimoni cultural català |                                 | Modifica les dades a Wikidata |
|        | casa al carrer de Baix, 3            | Borrassà | casa         | Estil: arquitectura popular              | 42° 13′ 19″ N, 2° 55′ 33″ E / 42.222005°N,2.925701°E                                          | bé integrant del patrimoni cultural català | Casa al carrer de Baix, 3       | Modifica les dades a Wikidata |
|        | casa al carrer del Pou Comú, 31      | Borrassà | casa         |                                          | 42° 13′ 24″ N, 2° 55′ 31″ E / 42.223383°N,2.925372°E                                          | bé integrant del patrimoni cultural català | Casa al carrer del Pou Comú, 31 | Modifica les dades a Wikidata |

## creu de terme
| imatge | Nom                            | Ubicat a | instància de  | Detalls                                 | coordenades                                                                                | Protecció                                  | Commons (més fotos)                       | Dades a WD                    |
| ------ | ------------------------------ | -------- | ------------- | --------------------------------------- | ------------------------------------------------------------------------------------------ | ------------------------------------------ | ----------------------------------------- | ----------------------------- |
|        | creu de la plaça de l'Església | Borrassà | creu de terme | Estil: arquitectura gòtica 15th century | 42° 13′ 23″ N, 2° 55′ 33″ E / 42.223113°N,2.925948°E ca:Pl. de l'Església 72 msnm          | bé integrant del patrimoni cultural català | Creu de la plaça de l'Església (Borrassà) | Modifica les dades a Wikidata |
|        | creu de terme                  | Borrassà | creu de terme | Estil: academicisme 20th century        | 42° 13′ 21″ N, 2° 55′ 53″ E / 42.222607°N,2.93128°E ca:Ctra. GIV-5128 a Vilamorell 64 msnm | bé integrant del patrimoni cultural català | Creu de terme (Borrassà)                  | Modifica les dades a Wikidata |

## entitat singular de població
| imatge | Nom        | Ubicat a | instància de                                                                   | Detalls | coordenades                                                              | Protecció | Commons (més fotos) | Dades a WD                    |
| ------ | ---------- | -------- | ------------------------------------------------------------------------------ | ------- | ------------------------------------------------------------------------ | --------- | ------------------- | ----------------------------- |
|        | Borrassà   | Borrassà | entitat singular de població ens local històric de Catalunya capital municipal | 686 hab | 42° 13′ 23″ N, 2° 55′ 34″ E / 42.22316°N,2.9261°E 71 msnm                |           |                     | Modifica les dades a Wikidata |
|        | Creixell   | Borrassà | entitat singular de població                                                   | 61 hab  | 42° 12′ 40″ N, 2° 56′ 04″ E / 42.211063°N,2.9344851°E 68 msnm            |           |                     | Modifica les dades a Wikidata |
|        | Vilamorell | Borrassà | entitat singular de població                                                   | 27 hab  | 42° 13′ 18″ N, 2° 56′ 27″ E / 42.221742729733°N,2.940709318446°E 57 msnm |           |                     | Modifica les dades a Wikidata |

## església
| imatge | Nom                     | Ubicat a | instància de | Detalls                     | coordenades                                                                              | Protecció                                  | Commons (més fotos)     | Dades a WD                    |
| ------ | ----------------------- | -------- | ------------ | --------------------------- | ---------------------------------------------------------------------------------------- | ------------------------------------------ | ----------------------- | ----------------------------- |
|        | Sant Andreu de Borrassà | Borrassà | església     |                             | 42° 13′ 23″ N, 2° 55′ 35″ E / 42.2231°N,2.92638°E                                        | bé integrant del patrimoni cultural català | Sant Andreu de Borrassà | Modifica les dades a Wikidata |
|        | Santa Maria de Creixell | Borrassà | església     | Estil: arquitectura popular | 42° 12′ 41″ N, 2° 56′ 04″ E / 42.2114°N,2.93443°E ca:Creixell, carrer del doctor Frigola | bé integrant del patrimoni cultural català | Santa Maria de Creixell | Modifica les dades a Wikidata |

## granja
| imatge | Nom                      | Ubicat a | instància de | Detalls | coordenades                                                         | Protecció | Commons (més fotos) | Dades a WD                    |
| ------ | ------------------------ | -------- | ------------ | ------- | ------------------------------------------------------------------- | --------- | ------------------- | ----------------------------- |
|        | Granja Marcó             | Borrassà | granja       |         | 42° 13′ 10″ N, 2° 55′ 59″ E / 42.2193856297939°N,2.9329961299934°E  |           |                     | Modifica les dades a Wikidata |
|        | Granja d'en Carbonell    | Borrassà | granja       |         | 42° 12′ 47″ N, 2° 55′ 12″ E / 42.2130278698465°N,2.9200395689383°E  |           |                     | Modifica les dades a Wikidata |
|        | Granja de Felip Aiats    | Borrassà | granja       |         | 42° 13′ 36″ N, 2° 55′ 16″ E / 42.2267273181368°N,2.92124618453425°E |           |                     | Modifica les dades a Wikidata |
|        | Granja de Joaquim Viella | Borrassà | granja       |         | 42° 13′ 25″ N, 2° 55′ 18″ E / 42.223692541793°N,2.92175888089551°E  |           |                     | Modifica les dades a Wikidata |

## masia
| imatge | Nom                   | Ubicat a | instància de | Detalls                     | coordenades                                                                                        | Protecció                                  | Commons (més fotos) | Dades a WD                    |
| ------ | --------------------- | -------- | ------------ | --------------------------- | -------------------------------------------------------------------------------------------------- | ------------------------------------------ | ------------------- | ----------------------------- |
|        | Can Cortada           | Borrassà | masia        | Estil: arquitectura popular | 42° 12′ 39″ N, 2° 56′ 13″ E / 42.210857°N,2.936902°E ca:Creixell, soritda del poble, direcció N-II | bé integrant del patrimoni cultural català |                     | Modifica les dades a Wikidata |
|        | Can Delfí             | Borrassà | masia        |                             | 42° 13′ 29″ N, 2° 55′ 49″ E / 42.2248509241735°N,2.93040932879056°E                                |                                            |                     | Modifica les dades a Wikidata |
|        | Can Francesc Lloberes | Borrassà | masia        |                             | 42° 13′ 15″ N, 2° 55′ 15″ E / 42.2208638619932°N,2.92074456920345°E                                |                                            |                     | Modifica les dades a Wikidata |
|        | Can Joan Soler        | Borrassà | masia        |                             | 42° 13′ 14″ N, 2° 57′ 00″ E / 42.2204660146365°N,2.94990981496259°E                                |                                            |                     | Modifica les dades a Wikidata |
|        | Can Josep Hurtós      | Borrassà | masia        |                             | 42° 13′ 19″ N, 2° 55′ 50″ E / 42.2220410878352°N,2.93063051930012°E                                |                                            |                     | Modifica les dades a Wikidata |
|        | Can Lledó             | Borrassà | masia        |                             | 42° 13′ 18″ N, 2° 55′ 55″ E / 42.2216636856637°N,2.93207283959821°E                                |                                            |                     | Modifica les dades a Wikidata |
|        | Can Miquel Coma       | Borrassà | masia        |                             | 42° 13′ 22″ N, 2° 55′ 17″ E / 42.2226475781742°N,2.92142089352306°E                                |                                            |                     | Modifica les dades a Wikidata |
|        | Can Nap               | Borrassà | masia        |                             | 42° 13′ 06″ N, 2° 55′ 25″ E / 42.2184520857968°N,2.92357067203094°E                                |                                            |                     | Modifica les dades a Wikidata |
|        | Can Pere Brext        | Borrassà | masia        |                             | 42° 13′ 20″ N, 2° 55′ 46″ E / 42.2222745351148°N,2.92945491632398°E                                |                                            |                     | Modifica les dades a Wikidata |
|        | Can Viella            | Borrassà | masia        |                             | 42° 13′ 21″ N, 2° 54′ 31″ E / 42.2225750259718°N,2.90858903714788°E                                |                                            |                     | Modifica les dades a Wikidata |
|        | Mas Cases             | Borrassà | masia        |                             | 42° 12′ 43″ N, 2° 55′ 01″ E / 42.2119538432864°N,2.91684256078145°E                                |                                            |                     | Modifica les dades a Wikidata |
|        | Mas Roca              | Borrassà | masia        |                             | 42° 12′ 38″ N, 2° 56′ 13″ E / 42.2105616718451°N,2.93695486346603°E                                |                                            |                     | Modifica les dades a Wikidata |
|        | Mas Tupiner           | Borrassà | masia        |                             | 42° 12′ 14″ N, 2° 55′ 34″ E / 42.203889°N,2.926111°E                                               |                                            |                     | Modifica les dades a Wikidata |
|        | Vil·la Anna           | Borrassà | masia        |                             | 42° 13′ 25″ N, 2° 55′ 57″ E / 42.2235282066885°N,2.93243435772734°E                                |                                            |                     | Modifica les dades a Wikidata |
|        | el Mas Nou            | Borrassà | masia        |                             | 42° 13′ 35″ N, 2° 55′ 30″ E / 42.2263336138212°N,2.92508800375631°E 66 msnm                        |                                            |                     | Modifica les dades a Wikidata |
|        | el Mas Nou            | Borrassà | masia        |                             | 42° 12′ 38″ N, 2° 56′ 15″ E / 42.210426°N,2.937456°E 66 msnm                                       |                                            |                     | Modifica les dades a Wikidata |

## Misc
| imatge | Nom                           | Ubicat a    | instància de      | Detalls                        | coordenades                                                         | Protecció                                  | Commons (més fotos) | Dades a WD                    |
| ------ | ----------------------------- | ----------- | ----------------- | ------------------------------ | ------------------------------------------------------------------- | ------------------------------------------ | ------------------- | ----------------------------- |
|        | Can Batlle                    | Borrassà    | nucli de població |                                | 42° 13′ 17″ N, 2° 55′ 36″ E / 42.2214531355129°N,2.92654779224259°E |                                            |                     | Modifica les dades a Wikidata |
|        | Caseta de la Guàrdia Civil    | Borrassà    | edifici           | Estil: arquitectura popular    |                                                                     | bé integrant del patrimoni cultural català |                     | Modifica les dades a Wikidata |
|        | Castell de Creixell           | Borrassà    | castell           |                                | 42° 13′ 30″ N, 2° 55′ 39″ E / 42.22493°N,2.92751°E                  | bé d'interès cultural                      |                     | Modifica les dades a Wikidata |
|        | El Molí                       | Borrassà    | molí d'aigua      | Estil: arquitectura popular    | 42° 12′ 42″ N, 2° 56′ 05″ E / 42.2116°N,2.93485°E                   | bé integrant del patrimoni cultural català |                     | Modifica les dades a Wikidata |
|        | Pont de l'Àlguema             | Borrassà    | pont              |                                | 42° 13′ 26″ N, 2° 56′ 35″ E / 42.2237590895193°N,2.9429761346636°E  |                                            |                     | Modifica les dades a Wikidata |
|        | Puig Manlleu                  | Borrassà    | muntanya          |                                | 42° 12′ 53″ N, 2° 56′ 34″ E / 42.21465°N,2.94273056°E 77.8 msnm     |                                            |                     | Modifica les dades a Wikidata |
|        | Sant Genís de Vilamorell      | Borrassà    | capella           | Estat: enderrocat o destruït   |                                                                     |                                            |                     | Modifica les dades a Wikidata |
|        | barraques d'en Giró           | Borrassà    | cabana            |                                | 42° 13′ 09″ N, 2° 56′ 18″ E / 42.2190914375544°N,2.93837611171636°E |                                            |                     | Modifica les dades a Wikidata |
|        | casa consistorial de Borrassà | Borrassà    | casa consistorial |                                | 42° 13′ 23″ N, 2° 55′ 34″ E / 42.2229334°N,2.92601°E                |                                            |                     | Modifica les dades a Wikidata |
|        | font de les Carculles         | Borrassà    | font              | Estil: arquitectura modernista | 42° 12′ 44″ N, 2° 56′ 11″ E / 42.212221°N,2.936522°E                | bé integrant del patrimoni cultural català |                     | Modifica les dades a Wikidata |
|        | les Serres                    | Borrassà    | serra             |                                | 42° 12′ 26″ N, 2° 55′ 45″ E / 42.20735556°N,2.92917778°E            |                                            |                     | Modifica les dades a Wikidata |
|        | Àlguema                       | Alt Empordà | curs d'aigua      | Desemboca: Manol               | 42° 14′ 02″ N, 2° 57′ 17″ E / 42.23384444°N,2.95461389°E            |                                            |                     | Modifica les dades a Wikidata |